# Erik Meijer (politicus)
Erik Theo Maria Meijer (Amsterdam, 5 december 1944) is een Nederlands politicus.
Na een studie sociale geografie was Meijer onder andere leraar aardrijkskunde en ambtenaar. Sinds begin jaren 60 is hij politiek actief, eerst bij de Socialistische Jeugd waar hij hoofdbestuurslid was. In de jaren zeventig was hij gemeenteraadslid in Amsterdam voor de PSP. In deze tijd leidde hij de trotskistische factie Proletaries Links, die begin jaren zeventig een belangrijke rol speelde binnen het interne debat. Toen Proletaries Links uit de PSP stapte om de Internationale Kommunistenbond op te richten (later de Socialistische Arbeiderspartij) bleef Meijer bij de PSP.
In 1982 kwam hij via de lijstcombinatie CPN/PPR/PSP in de Provinciale Staten van Zuid-Holland. Tussen 1992 en 1995 is hij vicevoorzitter van GroenLinks.
In 1996 werd Meijer lid van de SP. Voor die partij was hij fractievoorzitter in de deelraad van Rotterdam-Delfshaven. Vanaf 1999 was Meijer lid van het Europees Parlement voor de SP. In het Europees Parlement hield hij zich vooral bezig met vervoer en toerisme; zijn belangrijkste wapenfeit was zijn campagne tegen de verplichte aanbesteding van het openbaar stads- en streekvervoer, waar in 2001 een meerderheid van het Europarlement tegen stemde. Meijer werd benoemd tot rapporteur.
Na overleg met het Duitse voorzitterschap en de Commissie presenteerde Erik Meijer een compromis aan het parlement, dat ruimte liet aan overheden met een eigen openbaar vervoer om dit in stand te houden. Op 10 mei 2007 stemde het Europees Parlement in met dit voorstel.
In Nederland is een Kamermeerderheid geneigd om de wet op het personenvervoer van 2000 aan het rapport-Meijer aan te passen. De vier grote steden mogen dan hun vervoerbedrijf in eigen beheer houden. Staatssecretaris Tineke Huizinga verzet zich hiertegen.
Meijers lidmaatschap van het Europarlement eindigde op 14 juli 2009.
Op 2 juli 2014 werd Meijer benoemd verklaard als lid van de Eerste Kamer. Hij was de opvolger van Arjan Vliegenthart, die was afgetreden in verband met zijn benoeming tot wethouder van Amsterdam.
Op 7 november 2021 werd Meijer voorgedragen op de kandidatenlijst van SP Rotterdam voor de gemeenteraadsverkiezingen van 2022. Deze lijst werd afgekeurd door het landelijke partijbestuur van de SP omdat er leden van de afgestoten jongerenorganisatie ROOD op stonden. De algemene ledenvergadering van de afdeling besloot de lijst echter te handhaven, waarna het afdelingsbestuur geschorst werd. De afdeling besloot toen deel te nemen aan de verkiezingen onder de naam Socialisten 010. Omdat Meijer op deze lijst stond, werd hij op 1 februari 2022 door algemeen secretaris Arnout Hoekstra geroyeerd uit de SP.
- Parlement.com: vghq1igg1pvi